# 1. deild
1. deild (dansk: 1. division) er den anden højeste division i fodbold på Færøerne.

## Klubber i 2018
- ÍF Fuglafjørður − Nedrykket fra Effodeildin 2017
- B68 Toftir
- Giza/Hoyvík
- TB/FC Suðuroy/Royn II
- HB Tórshavn II
- KÍ Klaksvík II
- NSÍ Runavík II
- Vikingur II
- Skála II − Oprykket fra 2. deild 2017
- B71 Sandoy − Oprykket fra 2. deild 2017

## Sæsoner i 1. deild
| Sæson | Mestre           | Toer             | Topscorere |
| ----- | ---------------- | ---------------- | --- |
| 1943  | HB Tórshavn II   |                  | |
| 1944  | Ingen turnering  | Ingen turnering  | Ingen turnering                                                                                               |
| 1945  | KÍ Klaksvík II   |                  | |
| 1946  | Royn Hvalba      |                  | |
| 1947  | B36 Tórshavn II  |                  | |
| 1948  | TB Tvøroyri II   |                  | |
| 1949  | KÍ Klaksvík II   |                  | |
| 1950  | B36 Tórshavn II  |                  | |
| 1951  | KÍ Klaksvík II   |                  | |
| 1952  | B36 Tórshavn II  |                  | |
| 1953  | KÍ Klaksvík II   |                  | |
| 1954  | KÍ Klaksvík II   |                  | |
| 1955  | B36 Tórshavn II  |                  | |
| 1956  | KÍ Klaksvík II   |                  | |
| 1957  | B36 Tórshavn II  |                  | |
| 1958  | B36 Tórshavn II  |                  | |
| 1959  | KÍ Klaksvík II   |                  | |
| 1960  | SÍF Sandavágur   |                  | |
| 1961  | B36 Tórshavn II  |                  | |
| 1962  | B36 Tórshavn II  |                  | |
| 1963  | KÍ Klaksvík II   |                  | |
| 1964  | VB Vágur         |                  | |
| 1965  | B36 Tórshavn II  |                  | |
| 1966  | HB Tórshavn II   |                  | |
| 1967  | B36 Tórshavn II  |                  | |
| 1968  | B36 Tórshavn II  |                  | |
| 1969  | SÍ Sørvágur      |                  | |
| 1970  | SÍF Sandavágur   |                  | |
| 1971  | B36 Tórshavn II  |                  | |
| 1972  | KÍ Klaksvík II   |                  | |
| 1973  | SÍF Sandavágur   |                  | |
| 1974  | KÍ Klaksvík II   |                  | |
| 1975  | KÍ Klaksvík II   |                  | |
| 1976  | Fram Tórshavn    | B68 Toftir       | Heri Nolsøe HB Thórshavn 14 mål                                                                               |
| 1977  | MB Miðvágur      | HB Tórshavn II   | - |
| 1978  | NSÍ Runavík      | Royn Hvalba      | - |
| 1979  | GÍ Gøta          | B68 Toftir       | |
| 1980  | B68 Toftir       | Royn Hvalba      | 🇫🇴Atli Joensen (B68 Toftir 9 mål)                                                                             |
| 1981  | Leirvík ÍF       | MB Miðvágur      | 🇫🇴Mikkjal Danielsen (MB Miðvágur,12 mål)                                                                      |
| 1982  | MB Miðvágur      | NSÍ Runavík      | - |
| 1983  | NSÍ Runavík      | Royn Hvalba      | 🇫🇴Vilmund Michelsen (Royn Hvalba,19 mål)                                                                      |
| 1984  | ÍF Fuglafjørður  | Royn Hvalba      | 🇫🇴Vilmund Michelsen (Royn Hvalba,17 mål)                                                                      |
| 1985  | B36 Tórshavn     | Royn Hvalba      | 🇫🇴Torkil Nielsen (SÍF Sandavágur,13 mål)                                                                      |
| 1986  | VB Vágur         | ÍF Fuglafjørður  | 🇫🇴Vilmund Michelsen (Royn Hvalba,9 mål)                                                                       |
| 1987  | ÍF Fuglafjørður  | B36 Tórshavn     | 🇫🇴Bergur Magnussen (B36 Tórshavn ll,16 mål)                                                                   |
| 1988  | B71 Sandoy       | SÍF Sandavágur   | 🇫🇴Jens Erik Rasmussen (MB Miðvágur,15 mål)                                                                    |
| 1989  | MB Miðvágur      | TB Tvøroyri      | 🇫🇴Gestur Á Líknargøtu (NSÍ Runavik ll,16 mål)                                                                 |
| 1990  | NSÍ Runavík      | SÍ Sumba         | 🇫🇴Gestur Á Líknargøtu (NSÍ Runavik ll,23 mål)                                                                 |
| 1991  | B71 Sandoy       | SÍF Sandavágur   | Torkil Nielsen (SÍF, 13 mål)                                                                                  |
| 1992  | Leirvík ÍF       | ÍF Fuglafjørður  | Kaj Eli Olsen (LÍF, 17 mål)                                                                                   |
| 1993  | NSÍ Runavík      | EB/Streymur      | Jack Jacobsen (NSÍ, 14 mål)                                                                                   |
| 1994  | VB Vágur         | FS Vágar         | John Olsen (LÍF, 14 mål)                                                                                      |
| 1995  | HB Tórshavn II   | ÍF Fuglafjørður  | Eyðolvur Reinert-Petersen (ÍF, 16 mål)                                                                        |
| 1996  | NSÍ Runavík      | HB Tórshavn II   | René Thomsen (Sumba, 15 mål)                                                                                  |
| 1997  | SÍ Sumba         | B36 Tórshavn II  | Aleksandar Radosavljević (TB, 23 mål)                                                                         |
| 1998  | B71 Sandoy       | Leirvík ÍF       | Eli Hentze (B71, 15 mål)                                                                                      |
| 1999  | FS Vágar         | Leirvík ÍF       | Birgir Joensen (FS Vágar, 21 mål)                                                                             |
| 2000  | EB/Streymur      | ÍF Fuglafjørður  | Eyðun Samuelsen (HB II, 14 mål)                                                                               |
| 2001  | TB Tvøroyri      | Skála ÍF         | Jan Berg Jørgensen (ÍF, 13 mål)                                                                               |
| 2002  | FS Vágar         | B71 Sandoy       | Birgir Jørgensen (VB II, 14 mål)                                                                              |
| 2003  | ÍF Fuglafjørður  | TB Tvøroyri      | Kaj Roest (TB, 12 mål)                                                                                        |
| 2004  | TB Tvøroyri      | B71 Sandoy       | Aleksandar Radosavljević (Royn, 16 goals) Jónsvein Thomsen (B71, 16 mål) Sonny B. Johansen (FS Vágar, 16 mål) |
| 2005  | B68 Toftir       | B71 Sandoy       | Súni Fríði Barbá (AB, 31 mål)                                                                                 |
| 2006  | B71 Sandoy       | AB Argir         | Clayton Nascimento (B71, 27 mål)                                                                              |
| 2007  | B68 Toftir       | ÍF Fuglafjørður  | Dánial Hansen (B68, 22 mål)                                                                                   |
| 2008  | 07 Vestur        | AB Argir         | Tróndur Sigurðsson (AB, 25 mål)                                                                               |
| 2009  | VB/Sumba         | B71 Sandoy       | Jón Krosslá Poulsen (VB/Sumba, 25 mål)                                                                        |
| 2010  | 07 Vestur        | KÍ Klaksvík      | Jens Erik Rasmussen (07 Vestur, 17 mål)                                                                       |
| 2011  | FC Suðuroy       | TB Tvøroyri      | John T. Poulsen (FC Suðuroy, 27 mål)                                                                          |
| 2012  | 07 Vestur        | AB Argir         | Bjartur Kjærbo (AB, 20 mål)                                                                                   |
| 2013  | B68 Toftir       | Skála ÍF         | Jonleif Højgaard (B68, 24 mål)                                                                                |
| 2014  | TB Tvøroyri      | FC Suðuroy       | Patrik Johannesen (FC Suðuroy, 17 mål)                                                                        |
| 2015  | Skála ÍF         | B68 Toftir       | Brian Jacobsen (Skála, 32 mål)                                                                                |
| 2016  | EB/Streymur      | 07 Vestur        | Leif Niclasen (EB/Streymur, 36 mål)                                                                           |
| 2017  | AB Argir         | Víkingur gøta ll | 🇫🇴Bjarki Nielsen (AB, 17 mål)                                                                                 |
| 2018  | IF fuglafjørður  | NSÍ Runavik ll   | 🇫🇴Jan Ellingsgaard (ÍF, 21 mål)                                                                               |
| 2019  | Kí Klaksvik ll   | Víkingur gøta ll | 🇧🇷Clayton Do Nascimento (B71,17 mål)                                                                          |
| 2020  | Víkingur gøta ll | 07/Vestur        | 🇫🇴Andri Benjaminsen (B68,18 mål)                                                                              |
| 2021  | Skála            | Víkingur Gøta ll | 🇧🇷Clayton Do Nascimento (B71,20 mål)                                                                          |
| 2022  | ÍF fuglafjørður  | Vikingur Gøta ll | 🇩🇰Mikkel Blåholm (TB,26 mål)                                                                                  |
| 2023  | Skála            | NSÍ Runavik      | 🇧🇷Carlos Ferreira (Skála,23 mål)                                                                              |
| 2024  | Víkingur Gøta ll | FC Suðuroy       | 🇫🇴Rani Hansen (Víkingur Gøta ll,17 mål)                                                                       |